# Andreas Berggren
Robin Andreas Berggren (* 14. Mai 1985) ist ein professioneller schwedischer Pokerspieler, der hauptsächlich online spielt. Er führte 2014 für insgesamt 3 Wochen die Onlinepoker-Weltrangliste an.

## Pokerkarriere

### Online
Berggren spielt seit Oktober 2006 Onlinepoker. Er nutzt die Nicknames mrAndreeew (PokerStars), Kabuzzi (GGPoker), bushuset (partypoker sowie Betsafe), r4ndomr4gs (Full Tilt Poker, TitanPoker sowie 888poker), asnan (Winamax), baudet85 (PokerStars.FR), mrAndreeeeew (WPT Poker) und el incoloro (PokerStars.ES), wobei er mittlerweile nur noch bei PokerStars und GGPoker aktiv ist. Bei PokerStars erspielte er sich mehr als 10,5 Millionen US-Dollar mit Turnierpoker und gewann 2014 und 2021 jeweils ein Event der Spring Championship of Online Poker. Seine Online-Turniergewinne belaufen sich insgesamt auf knapp 17 Millionen US-Dollar, womit er zu den erfolgreichsten Onlineturnierspielern zählt. Ab Juli 2020 platzierte sich der Schwede bei der aufgrund der COVID-19-Pandemie auf GGPoker ausgespielten World Series of Poker Online elfmal in den Geldrängen und belegte u. a. bei einem Event der Variante No Limit Hold’em den mit knapp 200.000 US-Dollar dotierten zweiten Platz.
Vom 28. Mai bis 3. Juni 2014 stand Berggren erstmals für eine Woche auf Platz eins des PokerStake-Rankings, das die erfolgreichsten Onlinepoker-Turnierspieler weltweit listet. Vom 18. Juni bis 1. Juli 2014 setzte er sich für 2 weitere Wochen an die Spitze.

### Live
Berggren erzielte seine erste Geldplatzierung bei einem Live-Pokerturnier Anfang Juli 2008 bei der World Series of Poker im Rio All-Suite Hotel and Casino am Las Vegas Strip. Dort belegte er im Main Event den 196. Platz und erhielt knapp 40.000 US-Dollar. Ende Oktober 2010 gewann er in Stockholm das Main Event der Swedish Open Poker Championship mit einer Siegprämie von umgerechnet knapp 90.000 US-Dollar. Mitte Dezember 2012 wurde er beim Main Event der European Poker Tour (EPT) in Prag Elfter, was ihm 42.000 Euro einbrachte. Bei der EPT in Barcelona belegte er Ende August 2019 beim High Roller den dritten Platz und sicherte sich rund 450.000 Euro.
Insgesamt hat sich Berggren mit Poker bei Live-Turnieren mindestens eine Million US-Dollar erspielt.